# Grillskäret (vid Bolax, Kimitoön)
Grillskäret är en ö i Finland.   Den ligger vid Bolax i kommunen Kimitoön i den ekonomiska regionen  Åboland  och landskapet Egentliga Finland, i den södra delen av landet, 130 km väster om huvudstaden Helsingfors.